# Vodní skaut

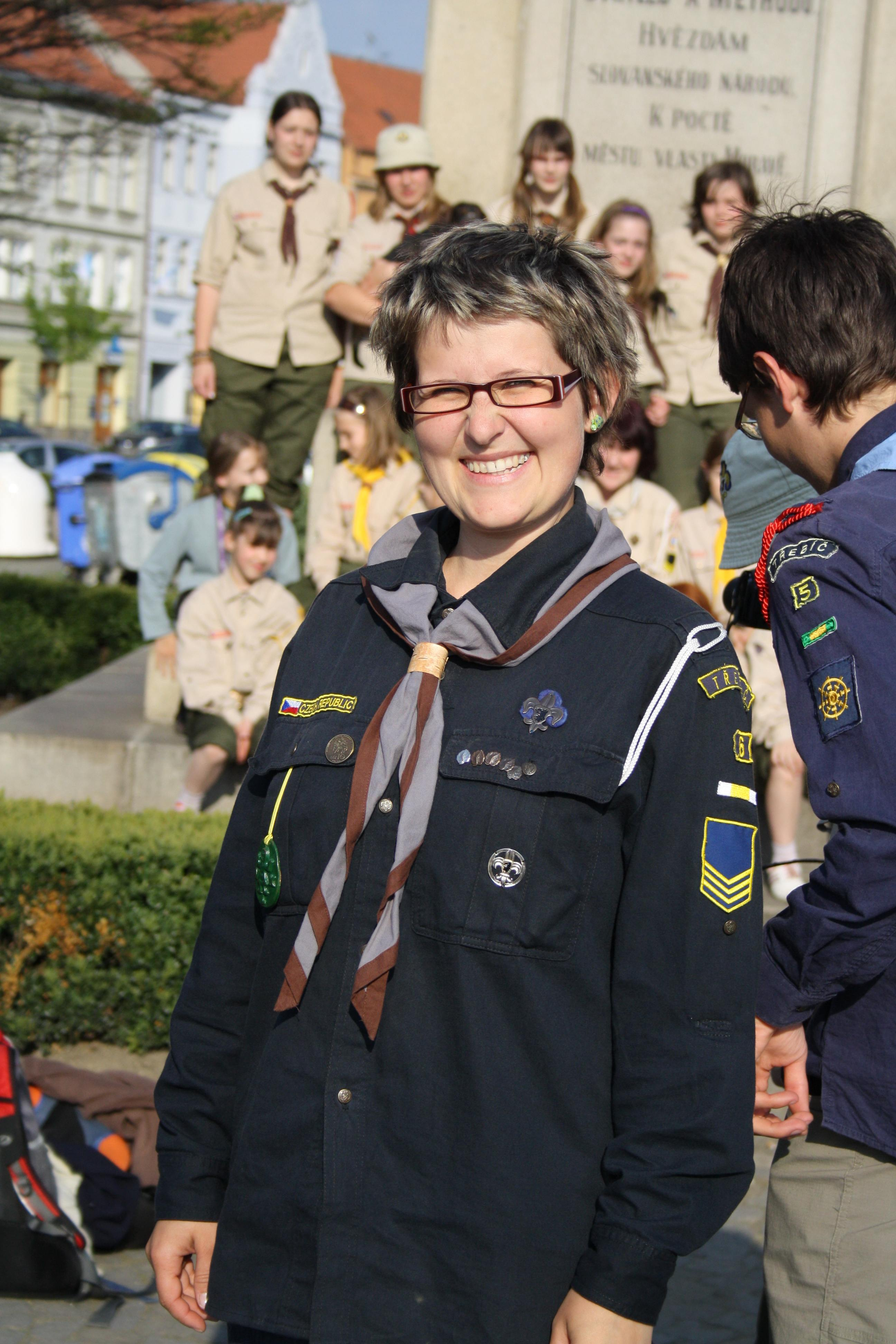
Kapitánka vodních skautů z Třebíče v kroji

Vodní skauti (Sea Scouts) jsou členové skautského hnutí, kteří se s velkým důrazem věnují lodím a vodním aktivitám. Vodní skauti mohou působit na moři, jezerech i řekách. Vodní skauting nabízí možnosti plachtění, jízdy na lodích, výuky navigace, výuky práce s motory a soutěžení v regatách. Vodní skauti mají často výrazné kroje. V některých zemích nebo skautských organizacích je vodní skauting jen pro starší členy.

## V Čechách
První oddíl vodních skautů v českých zemích založil roku 1912 průkopník mnoha sportů Josef Rössler-Ořovský s prof. ing. Ludvíkem Šimkem. Tento oddíl vzniklý při Českém yacht clubu, byl registrován jak 1. český oddíl vodních skautů, později známý jako Dvojka. Ve stejném roce se první oddíl vodních skautů založený prof. Františkem Drtinou při vysokoškolském sportovním klubu plavil z Č. Budějovic do Prahy na vorech. Krátce po vzniku Československé republiky byl založen Hlavní stan vodních skautů, záhy přejmenovaný na Hlavní kapitanát. Ve 20. a 30. letech se skauting, včetně vodního skautingu v Československu úspěšně rozvíjel. Po rozpadu československa a okupaci českých zemí však byla skautská činnost nacisty omezována a brzy označena za ilegální a zakázána (českoslovenští skauti však nadále otevřeně pokračovali v činnosti v exilu, v Protektorátu pak tajně). Roku 1940 stihnul ještě Mirko Vosátka, známý pod skautskou přezdívkou Grizzly, vydat knihu Vodáci, ahoj!
Po druhé světové válce se vodní skauting opět začal veřejně pěstovat. Po únorové revoluci byl skauting opět postupně zahnán do ilegality. Výjimku představovala léta 1968 až přibližně 1970. Skautské hnutí pak bylo opět oficiálně obnoveno v letech 1989/1990.
Vodních skautů bylo v roce 2023 v Junáku kolem 5000. Na setkáních Navigamus se každé tři roky sejde okolo 1 500 vodních skautů a skautek. Pro vedení oddílů je potřeba kapitánská zkouška. 

## Ve světě
U zrodu vodního skautingu v Británii stáli bratři Baden-Powellové, Robert roku 1911 publikoval příručku Sea Scouting for Boys, Warington o rok později vydal Sea Scouting and Seamanship for Boys. Již před první světovou válkou se vodnímu skautingu rozšířil i mimo Velkou Británii, například do USA.

V mnoha organizacích mají oddíl nebo střediska vodních skautů zvláštní označení, v Boy Scouts of America se jim říká ship, v Junáku přístav.
| Země                | Členská základna | Střediska/Oddíly                                | Věková skupina | Další                                                                              |
| ------------------- | ---------------- | ----------------------------------------------- | -------------- | ---------------------------------------------------------------------------------- |
| Argentina           |                  | 2                                               | 6-21           | gruposcoutnavalesalteg-brown.webnode.es Archivováno 4. 3. 2016 na Wayback Machine. |
| Austrálie           |                  | 92                                              | 6–26           |                                                                                    |
| Rakousko            |                  | 4                                               | 10–20          |                                                                                    |
| Bangladéš           |                  | 30                                              | 14–25          | seascoutbd.org Archivováno 2. 1. 2014 na Wayback Machine.                          |
| Belgie              | 3 100            | 27                                              | 6–18           |                                                                                    |
| Brazílie            | 4 500            | 100                                             | 7–21           | escoteirodomar.org                                                                 |
| Bulharsko           |                  | alespoň 1                                       |                |                                                                                    |
| Kanada              |                  | 25                                              | 11–26          | wiki.scouts.ca/en/Sea_Scouts Archivováno 11. 11. 2020 na Wayback Machine.          |
| Chorvatsko          |                  | 7                                               |                |                                                                                    |
| Kypr                |                  | 9                                               |                |                                                                                    |
| Česko               | 4016 (2017)      | 166                                             | více než 5     | Hlavní kapitanát vodních skautů (HKVS), výroční zpráva pro rok 2017                |
| Dánsko              | 3 800            |                                                 |                |                                                                                    |
| Egypt               |                  |                                                 |                | egyptscouts.com                                                                    |
| Finsko              | 9 000            | 100                                             |                |                                                                                    |
| Francie             | 2 500            |                                                 |                |                                                                                    |
| Německo             |                  | 12                                              |                |                                                                                    |
| Gibraltar           |                  | 1                                               |                |                                                                                    |
| Řecko               | 4 000            |                                                 | více než 7     | Soma Hellinon Proskopon (Skauti)                                                   |
| Řecko               | 4 000            | Soma Hellinikou Odigismou (koedukovaní vedoucí) |                |                                                                                    |
| Hong Kong           |                  |                                                 | 11–20          |                                                                                    |
| Island              |                  | 1                                               |                |                                                                                    |
| Indie               |                  | alespoň 1                                       | 10–26          |                                                                                    |
| Indonésie           |                  | 4                                               | 14-20          | Satuan Karya (Saka) Bahari                                                         |
| Irsko               | 3 400            | 25                                              | 6–26           |                                                                                    |
| Israel              | 850              | 8                                               | 10–18          | Web izraelských vodních skautů Archivováno 26. 5. 2020 na Wayback Machine.         |
| Itálie              | 500              | 30                                              |                |                                                                                    |
| Lotyšsko            | 90               | 5                                               | 11–16          |                                                                                    |
| Litva               | 300              | 13                                              | 8–29           | skautai.lt                                                                         |
| Malajsie            |                  | alespoň 20                                      | 12–19          |                                                                                    |
| Monako              |                  | 1                                               |                |                                                                                    |
| Nizozemí            | 2 167            | 300                                             | 7–11           |                                                                                    |
| Nizozemí            | 5 401            | 300                                             | 10–15          |                                                                                    |
| Nizozemí            | 1 395            | 300                                             | 14–17          |                                                                                    |
| Nizozemí            | 2 000            | 300                                             | 17–23          |                                                                                    |
| Nový Zéland         | 2 000            | 60                                              | 10–15.5        |                                                                                    |
| Norsko              | 1 700            | 26                                              | 6-25           |                                                                                    |
| Pákistán            | 200              |                                                 |                |                                                                                    |
| Polsko (01-01-2007) | 295 (159d+136h)  | 175                                             | 6–9            |                                                                                    |
| Polsko (01-01-2007) | 669 (366d+303h)  | 175                                             | 10–12          |                                                                                    |
| Polsko (01-01-2007) | 910 (442d+351h)  | 175                                             | 13–15          |                                                                                    |
| Polsko (01-01-2007) | 735 (392ž+343m)  | 175                                             | 16–18          |                                                                                    |
| Polsko (01-01-2007) | 225 (89ž+163m)   | 175                                             | 19–25          |                                                                                    |
| Polsko (01-01-2007) | ~475             | 175                                             | vůdci          |                                                                                    |
| Filipíny            |                  |                                                 | 10–17          |                                                                                    |
| Pitcairnovy ostrovy |                  | 1                                               |                |                                                                                    |
| Portugalsko         | 600              | 19                                              | 7–23           |                                                                                    |
| Rumunsko            | 100              | 2                                               |                |                                                                                    |
| Singapur            |                  |                                                 | 12–24          |                                                                                    |
| Slovensko           |                  | 6                                               |                |                                                                                    |
| Jižní afrika        |                  | 20                                              | 11–18          |                                                                                    |
| Španělsko           |                  | 2                                               |                |                                                                                    |
| Švédsko             | 7 000            | 80                                              | 8-25           |                                                                                    |
| Švýcarsko           | 130              | 1                                               | >6             |                                                                                    |
| Trinidad a Tobago   | 1893             | 18                                              | 11–21          |                                                                                    |
| Spojené království  | 10 000           | 401                                             | 10–14          |                                                                                    |
| Spojené království  |                  | 14–18                                           |                |                                                                                    |
| Spojené státy       | 15 000           |                                                 | 13–21          |                                                                                    |

## Semináře Eurosea
Eurosea je seminář pro vodní skauty z Evropského skautského regionu který se koná každé tři roky. Cílem setkání je sdílení zkušeností a nápadů ke zlepšovaní vodního skautingu a vodních aktivit obecně.
Účastníci jsou členy národních nebo regionálních týmů odpovědných za vodní skauting nebo rozvoj programů na bázi vody a zástupci organisací se zájmem o zavedení vodního skautingu.
- Eurosea 1, 1985: Thessaloniki, Řecko
- Eurosea 2, 1988: Harderhaven, Nizozemí
- Eurosea 3, 1992: Vässarö, Švédko
- Eurosea 4, 1994: Londýn, Spojené království
- Eurosea 5, 1997: Oslo, Norsko
- Eurosea 6, 2000: Olsztynek, Polsko
- Eurosea 7, 2003: São Jacinto, Aveiro, Portugalsko
- Eurosea 8, 2006: Korpo, Finsko
- Eurosea 9, 2008: Larch Hill, Island
- Eurosea 10, 2010: Plzeň, Česko
- Eurosea 11, 2012: Kodaň, Dánsko
- Eurosea 12, 2014: Bruggy, Belgie
- Eurosea 13, 2016: Olsztynek, Polsko
- Eurosea 14, 2018: Barcelona, Španělsko[9]
- Eurosea 15, 2022: Atény, Řecko[10]
- Eurosea 16, 2024: Znojmo, Česko[11]